# Hypoleria fausta
Hypoleria fausta är en fjärilsart som beskrevs av Otto Staudinger 1884. Hypoleria fausta ingår i släktet Hypoleria och familjen praktfjärilar. Inga underarter finns listade i Catalogue of Life.